# Antti Sumiala
Antti Markus Sumiala (Pori, 20 februari 1974) is een Fins voormalig voetballer die als aanvaller speelde.

## Clubcarrière
Sumiala vertrok op 15-jarige leeftijd naar het Belgische RSC Anderlecht. Pas nadat hij in 1993 in zijn geboortestad Pori, met FC Jazz kampioen werd én topscorer van de Veikkausliiga (de Finse eredivisie) met 20 goals, keerde hij terug naar België, bij SC Lokeren. Lokeren was net uit de Eerste Klasse gedegradeerd. Lokeren werd geen kampioen en na één seizoen verhuisde Sumiala naar Ikast.
Zijn beste periode als voetballer beleefde Sumiala bij N.E.C. in Nijmegen. Hij was twee seizoenen op rij clubtopscorer en topscorer in de WK-kwalificatie voor Finland. Daarvoor speelde hij een seizoen bij de eerste divisionist Emmen. De spits is vanwege zijn open en wispelturige karakter geliefd bij de fans, maar niet altijd bij de coaches. Zo eindigde zijn loopbaan bij FC Twente in ontbinding van zijn nog één jaar doorlopende contract, na onenigheid met de strenge Duitse trainer Hans Meyer. Toch werd de Fin in zijn eerste seizoen bij Twente clubtopscorer (ondanks een voetbreuk), samen met John Bosman. In zijn Enschedese tijd bracht hij als gitarist van de hardrockband Territory een cd uit.
Na Twente begon Sumiala aan een zwerftocht door Europa. Na een korte tussenstop in de Verenigde Staten keerde de oud-international terug naar zijn vaderland, waar hij als speler/eigenaar probeert zijn jeugdclub club Porin Palloilijat van de Finse derde divisie (Kakkonen) naar de Veikkausliiga te krijgen. In 2009 promoveerde zijn club naar de Ykkönen. Een jaar later besloot hij zijn actieve loopbaan te beëindigen.

## Interlandcarrière
Sumiala kwam in totaal 36 keer (negen doelpunten) uit voor de nationale ploeg van Finland in de periode 1992–2004. Onder leiding van bondscoach Jukka Vakkila maakte hij zijn debuut op 12 februari 1992 in het oefenduel tegen Turkije (1-1) in Adana, net als Petri Helin, Anders Eriksson, Jukka Ruhanen en Jari Vanhala. Hij moest in dat duel na 70 minuten plaatsmaken voor Jukka Ruhanen.
| Interlanddoelpunten | Interlanddoelpunten | Interlanddoelpunten | Interlanddoelpunten    | Interlanddoelpunten | Interlanddoelpunten | Interlanddoelpunten | Interlanddoelpunten |
| #                   | Datum               | Locatie             | Wedstrijd              | Goal(s)             | Score               | Uitslag             | Wedstrijd           |
| ------------------- | ------------------- | ------------------- | ---------------------- | ------------------- | ------------------- | ------------------- | ------------------- |
| 1                   | 26/10/1994          | Tallinn             | Estland – Finland      | 29'                 | 0 – 3               | 0 – 7               | Oefenduel           |
| 2                   | 16/11/1994          | Helsinki            | Finland – Faeröer      | 36'                 | 1 – 0               | 5 – 0               | EK-kwalificatie     |
| 3                   | 29/03/1995          | Serravalle          | San Marino – Finland   | 67'                 | 0 – 2               | 0 – 2               | EK-kwalificatie     |
| 4                   | 06/10/1996          | Helsinki            | Finland – Zwitserland  | 41'                 | 1 – 2               | 2 – 3               | WK-kwalificatie     |
| 5                   | 30/04/1997          | Oslo                | Noorwegen – Finland    | 60'                 | 0 – 1               | 1 – 1               | WK-kwalificatie     |
| 6                   | 08/06/1997          | Helsinki            | Finland – Azerbeidzjan | 82'                 | 3 – 0               | 3 – 0               | WK-kwalificatie     |
| 7                   | 06/09/1997          | Lausanne            | Zwitserland – Finland  | 79'                 | 0 – 2               | 1 – 2               | WK-kwalificatie     |
| 8                   | 11/10/1997          | Helsinki            | Finland – Hongarije    | 63'                 | 1 – 0               | 1 – 1               | WK-kwalificatie     |
| 9                   | 31/01/2000          | La Manga            | Finland – Faeröer      | 57'                 | 1 – 0               | 1 – 0               | Oefenduel           |

## Clubstatistieken
| Seizoenen | Club                | Competitie                | Duels | Goals |
| --------- | ------------------- | ------------------------- | ----- | ----- |
| 1989      | Porin Pallo-Toverit | Ykkönen                   | 9     | 1     |
| 1990      | Porin Pallo-Toverit | Ykkönen                   | 11    | 4     |
| 1991      | Porin Pallo-Toverit | Veikkausliiga             | 8     | 2     |
| 1992      | Ikast FS            | Deense Eerste Divisie     | 0     | 0     |
| 1993      | FC Jazz             | Veikkausliiga             | 29    | 20    |
| 1993/1994 | SC Lokeren          | Tweede klasse             | 28    | 14    |
| 1994      | Ikast FS            | Superligaen               | 14    | 4     |
| 1994/1995 | Emmen               | Eerste divisie            | 17    | 9     |
| 1995/1996 | N.E.C.              | Eredivisie / Nacompetitie | 39    | 14    |
| 1996/1997 | N.E.C.              | Eredivisie                | 33    | 8     |
| 1997/1998 | FC Twente           | Eredivisie                | 28    | 6     |
| 1998/1999 | FC Twente           | Eredivisie                | 4     | 0     |
| 1999      | FC Jokerit          | Veikkausliiga             | 11    | 5     |
| 2000      | FC Jokerit          | Veikkausliiga             | 33    | 11    |
| 2000/2001 | SSV Reutlingen      | 2. Bundesliga             | 13    | 2     |
| 2001      | FC Jazz             | Veikkausliiga             | 14    | 8     |
| 2001/2002 | Yimpaş Yozgatspor   | Süper Lig                 | 15    | 6     |
| 2002      | IFK Norrköping      | Allsvenskan               | 12    | 11    |
| 2003      | IFK Norrköping      | Superettan                | 21    | 10    |
| 2003/04   | Akçaabat Sebatspor  | Süper Lig                 | 15    | 2     |
| 2004/05   | FC Vaduz            | Challenge League          | 27    | 9     |
| 2005      | Kansas City Wizards | MLS                       | 2     | 1     |
| 2006      | Porin Palloilijat   | Kakkonen                  | 19    | 13    |
| 2007      | Porin Palloilijat   | Kakkonen                  | 21    | 12    |
| 2008      | Porin Palloilijat   | Kakkonen                  | 24    | 22    |
| 2009      | Porin Palloilijat   | Ykkönen                   | 24    | 4     |
| 2010      | Porin Palloilijat   | Ykkönen                   | 12    | 3     |
| 2010      | Musan Salama        | Kakkonen                  | 1     | 0     |

## Erelijst
FC Jazz Pori
- Topscorer Veikkausliiga

1993 (20 goals)
 FC Jokerit
- Suomen Cup

1999